# Hory Matky Boží
Hory Matky Boží (deutsch Bergstadtl, früher Bergstadtl Unserer lieben Frauen) ist ein Ortsteil der Gemeinde Velhartice in Tschechien. Die ehemalige königliche Bergstadt liegt vier Kilometer südlich von Kolinec und gehört zum Okres Klatovy.

## Geographie

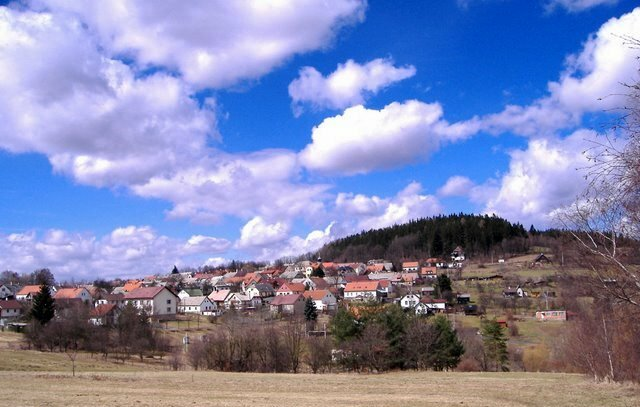
Ortsansicht von Süden

Hory Matky Boží befindet sich in der Svatoborská vrchovina (Swatobor-Bergland), einer Teileinheit der Šumavské podhůří (Böhmerwaldvorland). Der Ort liegt auf einem im Westen, Norden und Osten weiträumig von der Ostružná umflossenen Höhenzug im Quellgebiet des Baches potok Hory Matky Boží. Im Norden erheben sich die Kalvárie (Bergstadtlberg, 726 m) und die Rovina (723 m), nordöstlich die Pavlínova hora (633 m), im Südosten der V Kosách (636 m), südlich der Přenýř (702 m) und die Křížovka (765 m), im Südwesten der Borek (859 m) sowie nordwestlich der Vrch (früher Holubí vrch bzw. Holub, 709 m).
Nachbarorte sind Starý Ovčín, Nový Ovčín, Kolinec und Puchverk im Norden, Pazderna, Čermná und Mokrosuky im Nordosten, Kašovice und Hrádek im Osten, Lešišov, Břetětice und Pozorka im Südosten, Žďár, Svojšice, Maršovice und Cihelna im Süden, Přestanice und Horní Staňkov im Südwesten, Drouhavec und Velhartice im Westen sowie Konín, Tajanov und Ujčín im Nordwesten.

## Geschichte

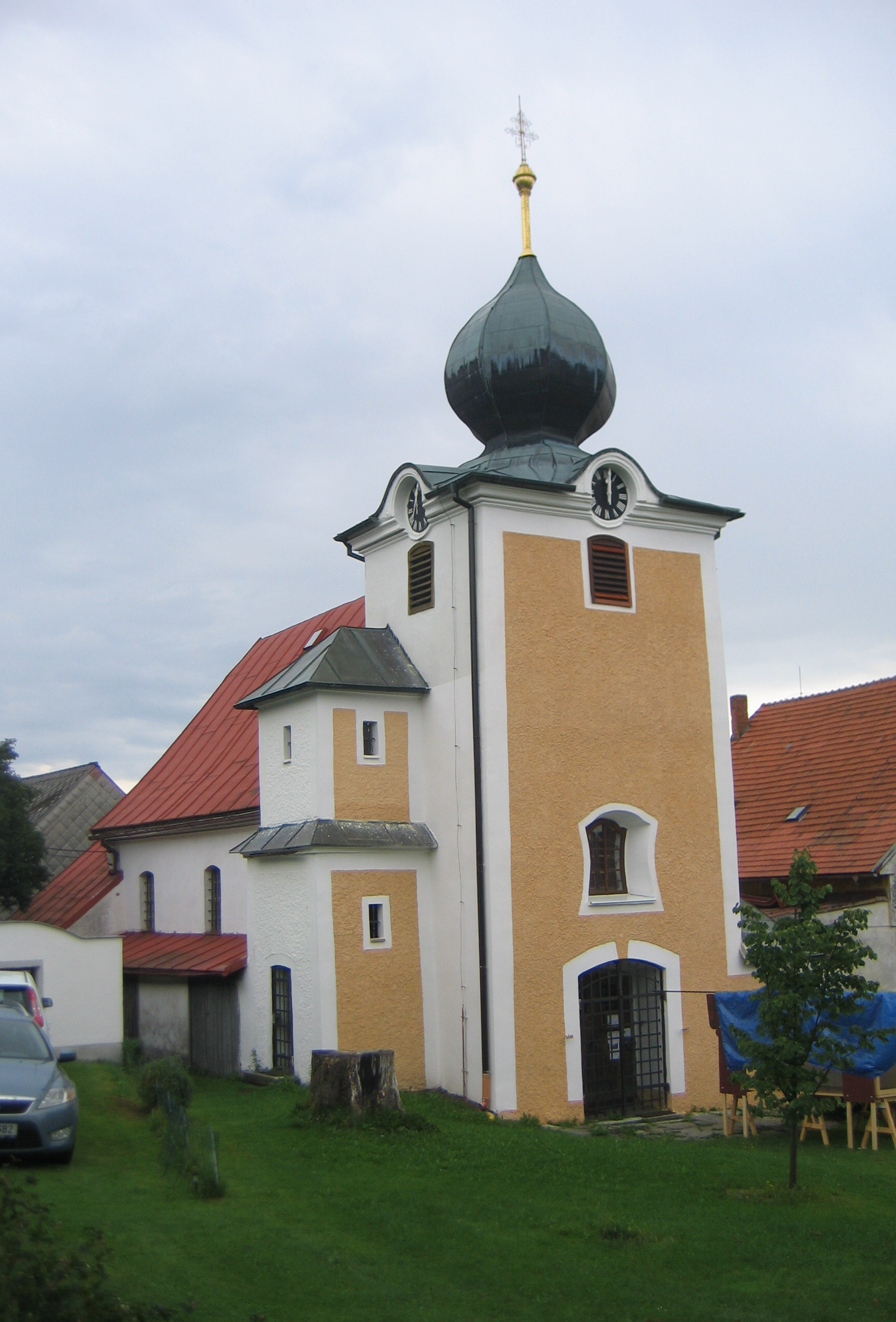
Ansicht der Kirche Mariä Namen von Nordwesten

Nach der Entdeckung einer Erzlagerstätte siedelten sich im Jahre 1519 Bergleute in der zur Burg Velhartice gehörigen Gegend an. Am 19. November 1519 wurde die Belehnung von Baltazar Bohuchvál mit der Grube „St. Anna“ im Bergbuch eingetragen, wenig später wurde die Grube „Mutter Gottes“ an Georg Popel von Lobkowicz verliehen. Nach letztgenannter Grube wurde das gesamte Bergbaugebiet als Mutter Gottes Revier bezeichnet. Zur Lösung der beiden Gruben wurde der St.-Christoph-Erbstollen vorgetrieben. Die erste schriftliche Erwähnung der bergmännischen Siedlung Muttergottesberg bei Welhartitz erfolgte 1520. Am 12. November 1522 wurde die Siedlung auf Verlangen des Besitzers der Herrschaft Velhartice, Oberstburggraf Zdeniek Lev von Rosental, durch Ludwig II. zur königlichen Bergstadt Montes Mariani bzw. Muttergottesberg erhoben. Dabei verlieh er der Stadt ein Wappen mit dem Bildnis der Jungfrau Maria, das Marktrecht, das Recht zum Bau einer Stadtbefestigung sowie zur Siegelung mit rotem Wachs.
In den nachfolgenden Jahren nahmen zahlreiche weitere Gruben den Betrieb auf, und neue Erbstollen wurden angelegt. Das Bergbaurevier erstreckte sich am östlichen Fuße der Křížovka nach Süden bis zum Weg von Pozorka nach Žďár. Unterhalb der Křížovka entstand in den 1520er Jahren eine Silberschmelzhütte. 1551 soffen die Gruben „Heilige Dreifaltigkeit“ und „St. Katharina“ ab. In den 1560er Jahren hatte der Bergbau seine Blütezeit erreicht; neben Silber- und Bleierzen wurden auch in geringerem Umfang Kupfererze und Gold gewonnen. Die zunehmend schwierigere Wasserhaltung führte dazu, dass die unteren Grubenbaue aufgegeben werden mussten und absoffen. Im Jahre 1562 waren die meisten der Gruben stillgelegt. Im Laufe der Zeit wurde die Stadt auch als Hory Velhartické, Stříbrné Hory u Velhartic, Mariánské Hory, Městečko naší milé paní, Frauenstadtl bzw. Bergstadl Unserer Lieben Frau bezeichnet. König Ferdinand III. bestätigte der Stadt am 28. August 1637 ihre Privilegien.
Mit dem fortschreitenden Niedergang des Bergstadtler Bergbaus wanderten immer mehr Bergleute nach Nordböhmen und in die Gegend von Příbram ab. Zu Beginn des 18. Jahrhunderts wurde der Bergbau gänzlich eingestellt. Da die Fluren der Stadt sich auf das Bergbaugebiet beschränkten und die landwirtschaftlich nutzbaren Böden zu den umliegenden Dörfern gehörten, bildete das Handwerk die neue Erwerbsgrundlage der Bewohner von Bergstadtl. Den Schwerpunkt bildete dabei das Schuhmacherhandwerk. In der zweiten Hälfte des 18. Jahrhunderts wurde der Bergbau in den Gruben „Antonius von Padua“ am Holub und „Franz Seraphin“ am Nordhang der Křížovka wieder aufgenommen, jedoch bald wegen Unrentabilität bzw. zu hoher Kosten für die Wetter- und Wasserhaltung wieder aufgegeben. In den 1780er Jahren bestand Bergstadtl unser lieben Frauen aus 59 Nahrungen. Am 27. Dezember 1785 wurden die Privilegien der Bergstadt durch Kaiser Joseph II. erneut bestätigt. Bis zur Mitte des 19. Jahrhunderts blieb Bergstadtl Unserer Lieben Frauen eine freie Stadt.
Nach der Aufhebung der Patrimonialherrschaften bildete Hory Matky Boží / Bergstadtl Unserer Lieben Frauen ab 1850 eine Stadtgemeinde im Gerichtsbezirk Schüttenhofen. Ab 1868 gehörte die Stadt zum Bezirk Schüttenhofen. Zu Beginn des 20. Jahrhunderts hatte die Stadt 660 Einwohner. Einer der Stollen an der Křížovka wurde 1914 wieder aufgewältigt; mit dem Stollenwasser wird u. a. das Freibad gespeist.
1947 wurde Drouhavec von Maršovice nach Hory Matky Boží umgemeindet. In dieser Zeit verlor Hory Matky Boží seine Stadtrechte, die Schule wurde geschlossen und der Sparverein aufgehoben. Der einsetzende Niedergang führte zu einer starken Abwanderung. Die Pfarrstelle blieb unbesetzt. Im Zuge der Aufhebung des Okres Sušice kam Hory Matky Boží 1960 zum Okres Klatovy. Im selben Jahre kam Konín, das zuvor zur Gemeinde Ujčín gehört hatte, als Ortsteil hinzu. Am 1. Januar 1980 wurde Hory Matky Boží nach Velhartice eingemeindet. Die Schuhmachergenossenschaft stellte 1996 ihre Produktion ein. 1991 hatte Hory Matky Boží 164 Einwohner. Im Jahre 2001 bestand der Ort aus 115 Wohnhäusern, in denen 121 Menschen lebten. Insgesamt besteht Hory Matky Boží aus 146 Häusern.

## Sehenswürdigkeiten

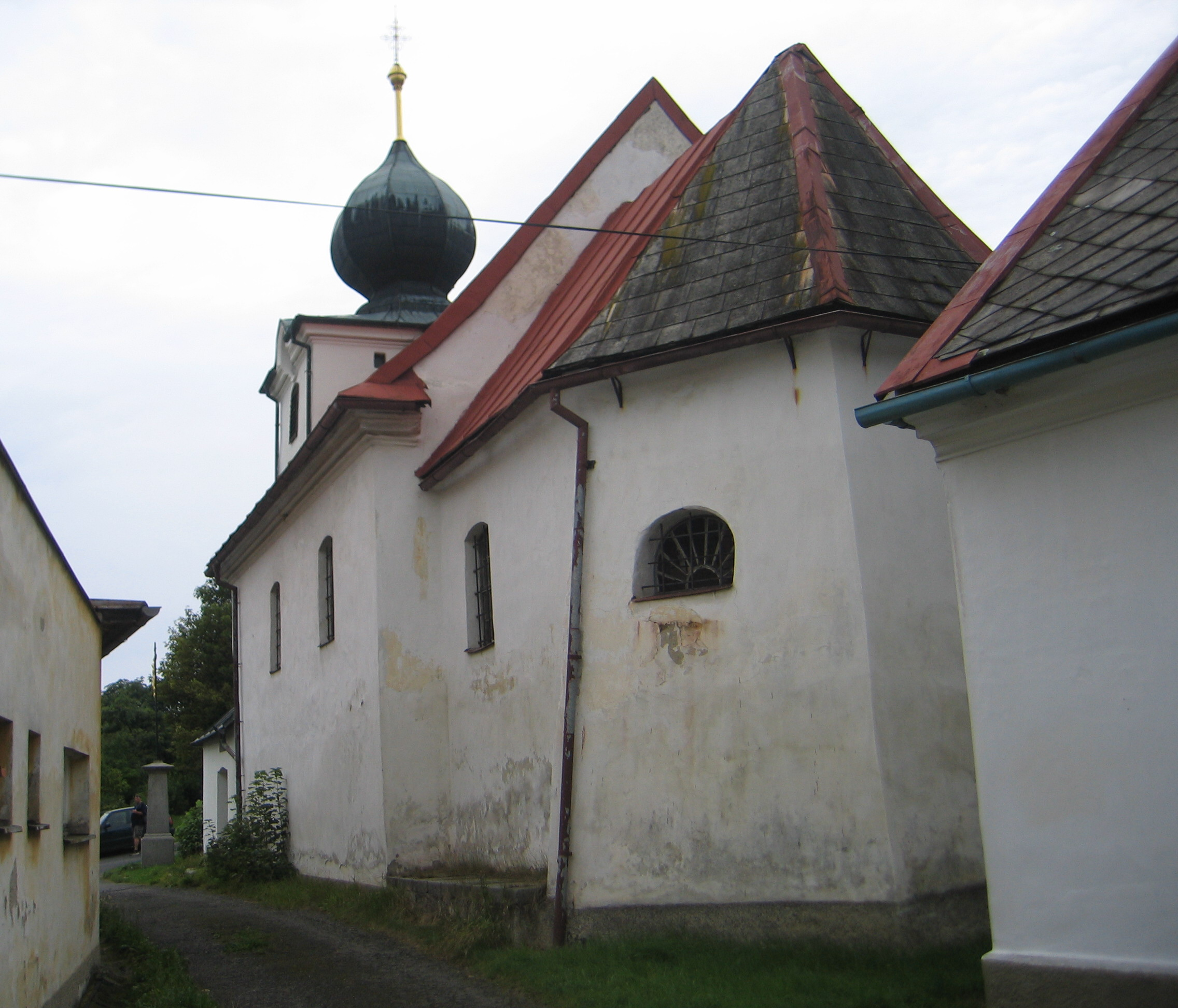
Ansicht der Kirche von Osten

- Kirche Mariä Namen (Kostel Jména Panny Marie), der frühbarocke Bau entstand wahrscheinlich 1637
- Kapelle der Verklärung des Herrn (Kaple Proměnění Páně) auf dem Bergstadtlberg, sie wurde 1842 zum Dank für den Schutz der Stadt vor Seuchen und Feuer errichtet. Bei der Kapelle befindet sich ein Brunnen, dessen Wasser aus den alten Grubenbauen stammen soll. Jeweils am Sonntag nach dem 6. August wird in der Kapelle eine Wallfahrt abgehalten.
- Kreuzweg auf dem Bergstadtlberg, er wurde 1863 ringförmig um die Wallfahrtskapelle angelegt und besteht aus 14 Kapellen
- Heimatmuseum, an der nördlichen Seite des Marktes in der ehemaligen Schule, es wurde 1995 eröffnet
- Bürgerbrauerei
- Naturlehrpfad zur Bergbaugeschichte, er wurde im Jahre 2000 angelegt und führt aus einer Länge von vier Kilometern zu 20 Stationen
- Relikte des Bergbaus, um Hory Matky Boží befinden sich etwa 30 Schächte

## Persönlichkeiten
- Max von Weinzierl (1841–1898), österreichischer Komponist, Theaterkapellmeister und Chordirigent
- Theodor von Weinzierl (1853–1917), österreichischer Agrarwissenschaftler, Botaniker und Pionier der landwirtschaftlichen Samenkunde in Österreich